# Raúl Cervera Giménez
Raúl Cervera Giménez (Godelleta, 1986), més conegut com a Raül, és un jugador professional de pilota valenciana, mitger en la modalitat d'Escala i corda, en nòmina de l'empresa ValNet. És germà de Fran.
Començà en la Galotxa, formant-se al club de pilota del seu poble, la Sociedad Pelotari Godelleta. Amb el club va aconseguir el Trofeu El Corte Inglés en l'any 2000.

## Palmarés[calcitació]
- Escala i corda:
  - Campió Lliga Caixa Popular: 2005 i 2006
  - Subcampió del Circuit Bancaixa: 2008
  - Campió de la Copa Diputació de València: 2010 i 2011
  - Campió del Trofeu President de la Diputació de Castelló: 2010
    - Subcampió del Trofeu President de la Diputació de Castelló: 2011

  - Subcampió del Triangular d'Escala i corda: 2010
  - Subcampió del Trofeu Nadal de Benidorm: 2008
  - Subcampió del Trofeu Universitat de València: 2008
  - Campió del Trofeu Hnos. Viel: 2010
  - Campió del Trofeu Ciutat de Llíria: 2010
  - Subcampió del Trofeu Mancomunitat de la Ribera Alta: 2010
  - Subcampió del Trofeu Superdeporte: 2011

- Frontó:
  - campio platges de Moncofa 2004
  - Subcampió Trofeu President de la Diputació de València: 2007 i 2010
- Galotxa:
  - campio el Corte Ingles 2004
  - campio del interpobles 2004
  - campio del XXX aniversari del Corte Ingles 2005
  - campio de la supercopa 2005
  - Campió del Trofeu Moscatell: 2008 i 2012
    - Subcampió del Trofeu Moscatell: 2009 i 2010

## Vida privada[calcitació]
Com a afició, toca la guitarra elèctrica. Cal dir que no es molt bo, però tot i això que te un èxit, es una versió de la cançó Deep Purple - Smoke on the Water.